# Dub Šternberk
Dub Šternberk je památný strom v Horažďovicích. Dub letní (Quercus robur L.) roste v Panské zahradě nedaleko skautské klubovny v nadmořské výšce 443 m n. m. Stáří stromu je odhadováno na 250 až 300 let, výška je 20 m, obvod kmene 441 cm (měřeno 2022). Zdravotní stav stromu je velmi dobrý, v roce 2011 byl proveden bezpečností řez a byly odstraněny suché větve. Pojmenován je po rodu Šternberků, Václav Vojtěch ze Šternberka se zasloužil o vznik Panské zahrady, kolem roku 1690. Dub je chráněn od 29. června 2010 jako esteticky zajímavý strom, významný svým vzrůstem.

## Památné stromy v okolí
- Rosenauerův dub